# Lepilaena australis
Lepilaena australis là một loài thực vật có hoa trong họ Potamogetonaceae. Loài này được J.Drumm. ex Harv. mô tả khoa học đầu tiên năm 1855.